# Johnny Rodz

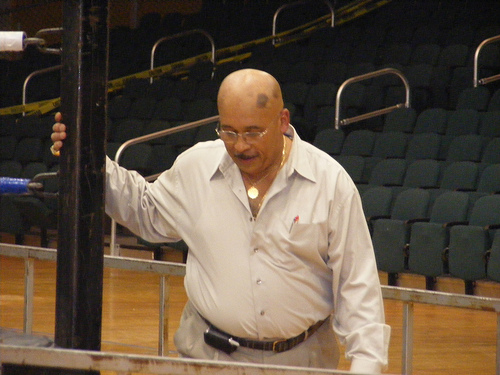
Johnny Rodz, em 2008

Johnny Rodriguez (nascido em 16 de maio de 1938 (86 anos)) é um ex-wrestler profissional. Ainda quando trabalhava, era mais conhecido com Johnny Rodz.

## Carreira
Ele fez parte do World Wide Wrestling Federation (WWWF) nos seus primeiros anos, aparecendo em cartões WWWF já em 1965. Ele lutou com Bob Backlund no Madison Square Garden enquanto trabalhava para o WWWF. Ele foi apelidado de "the fire brand from the Bronx" pelo locutor de televisão Ray Morgan. Durante a maior parte das próximas duas décadas, até meados de 1985, Rodz foi um esteio da federação, apesar de amplamente utilizado como um empreiteiro. Em 1980, Showdown at Shea, ele foi derrotado por Ivan Putski.

## In wrestling
- Finishing moves
  - Diving headbutt[1][2]

- Signature moves
  - Diving single foot stomp[2]